# Sarasota Springs, Florida
Sarasota Springs är en ort (CDP) i Sarasota County, i delstaten Florida, USA. Enligt United States Census Bureau har orten en folkmängd på 14 395 invånare (2010) och en landarea på 9,1 km².